# ポルトガルグランプリ
ポルトガルグランプリ（ポルトガルGP, Portuguese Grand Prix）は、ポルトガル国内で行われていたF1グランプリのレースである。

## 概要
1958年と1960年にポルト（ボアビスタ）で、1959年にモンサントで、1984年から1996年までエストリルで行われた。1996年を最後にF1カレンダーから脱落していたが、後述の理由で2020年にポルティマンのアルガルヴェ・インターナショナル・サーキットでポルトガルGPが復活。翌年の2021年も結果的に開催されることとなったが、2022年以降はF1カレンダーに記載されず、2021年の開催が最後となっている。

## 主なレース
1961年以降開催が途絶えたポルトガルグランプリは、1984年にエストリルで復活した。エストリルでのポルトガルGPでのあわやという出来事はしばしば注目を集めた。
- 1984年
シーズン最終戦として開催され、このレースを2位でフィニッシュしたニキ・ラウダが優勝したアラン・プロストを0.5ポイント差で下してチャンピオンを獲得した。

- 1985年
豪雨の中決勝レースが行われ、アイルトン・セナがF1キャリア初のポールポジション及び初優勝を挙げた[1]。

- 1987年
プロストがF1通算28勝目を記録し、当時のF1最多勝記録を更新した。また予選ではゲルハルト・ベルガーが初のポールポジションを獲得した。

- 1988年
レース1周目の終了時にマクラーレンのセナがチームメイトのプロストに対し直線で幅寄せし、2人の確執の始まりを予感させた。

- 1989年
フェラーリを駆るナイジェル・マンセルがピットインの際にオーバーランし、定位置までリバースギアで逆走する違反を犯した。マンセルはピットインを命ずる黒旗を提示されたがそのまま走行を続け、第1コーナーでセナと接触し、共にストップした。黒旗に従わなかった事とプロストとチャンピオンシップを争っていたセナをリタイアさせた事で、マンセルの行動は論議を呼んだ。マンセルはこのレースを失格とされ、続くスペインGPへの出走を禁じられた。

- 1990年
ポールポジションを獲得したマンセルは、スタート直後にチームメイトでセナとチャンピオンシップを争っていたプロストに対して幅寄せするような挙動を見せた。予選2位だったプロストは同3位のセナに抜かれ、最終的にマンセルが優勝、セナが2位、プロストは3位となった。マンセルはこの年限りでフェラーリを去ることが確定しており、この幅寄せは物議を醸した。

- 1991年
レースをリードしていたマンセルは、ピット作業ミスによりピットレーンでタイヤが外れた。タイヤをピットの所定外の場所で取り付け直して出走したために失格となった。

- 1992年
決勝レース中、ピットに向かうベルガーに、その直後を走行していたリカルド・パトレーゼが追突した。マシンは上方へと跳ね上げられ、あやうくコース上に架かるブリッジに衝突する寸前だった。激しいクラッシュながら、両者ともに怪我は無かった。レースはマンセルが制し、年間9勝目を達成し当時の年間最多勝及び年間最多ポイント獲得記録（108ポイント）を更新した。

- 1995年
決勝のスタート直後に片山右京のマシンが数回転する大クラッシュが発生し、パーツなどが散らばった。片山は病院に運ばれたが一命を取り留めた。また、このレースでデビッド・クルサードがF1初優勝を達成した。

- 2020年
1996年を最後にF1カレンダーから脱落していたが、2017年頃にポルティマンのアルガルヴェ・インターナショナル・サーキットがF1側と交渉[2]を行い、グランプリ復活へ向けた動きを見せたが進展はないままであった。ところが、2020年、新型コロナウイルス感染症の拡大により開催できなくなったレースが多数発生したため、スケジュールの見直しが余儀なくされ、その過程で同コースでのポルトガルGP開催が急浮上[3]。最終的に2020年7月24日にシーズン第12戦としてアルガルヴェ・サーキットでのF1開催が発表された[4]。このレースでルイス・ハミルトンが通算92勝目を挙げ、ミハエル・シューマッハを抜いてF1通算勝利数の単独トップとなった[5]。

## 過去の結果と開催サーキット
- ピンク地はF1世界選手権以外で開催された年。

1951年-1957年及び1964年はスポーツカーレース、1965年-1966年はF3レースとして開催された。
| 年          | 決勝日     | ラウンド   | サーキット   | 勝者                             | コンストラクター （括弧内はプライベートチーム） | 結果       |
| ----------- | ---------- | ---------- | ------------ | -------------------------------- | ----------------------------------------------- | ---------- |
| 1951        | 06月17日   | 非選手権   | ボアビスタ   | カシミーロ・デ・オリヴェイラ     | フェラーリ                                      | [ 6 ]      |
| 1952        | 06月22日   | 非選手権   | ボアビスタ   | エウジェニオ・カステロッティ     | フェラーリ                                      | [ 7 ]      |
| 1953        | 06月22日   | 非選手権   | ボアビスタ   | ホセ・アローヨ・ノゲイラ・ピント | フェラーリ                                      | [ 8 ]      |
| 1954        | 07月25日   | 非選手権   | モンサント   | ホセ・フロイラン・ゴンザレス     | フェラーリ                                      | [ 9 ]      |
| 1955        | 06月26日   | 非選手権   | ボアビスタ   | ジャン・ベーラ                   | マセラティ                                      | [ 10 ]     |
| 1956        | 開催されず | 開催されず | 開催されず   | 開催されず                       | 開催されず                                      | 開催されず |
| 1957        | 06月09日   | 非選手権   | モンサント   | ファン・マヌエル・ファンジオ     | マセラティ                                      | [ 11 ]     |
| 1958        | 08月24日   | 9          | ボアビスタ   | スターリング・モス               | ヴァンウォール                                  | 詳細       |
| 1959        | 08月23日   | 7          | モンサント   | スターリング・モス               | クーパー-クライマックス （ロブ・ウォーカー）    | 詳細       |
| 1960        | 08月14日   | 8          | ボアビスタ   | ジャック・ブラバム               | クーパー-クライマックス                         | 詳細       |
| 1961 - 1963 | 開催されず | 開催されず | 開催されず   | 開催されず                       | 開催されず                                      | 開催されず |
| 1964        | 07月26日   | 非選手権   | カスカイス   | クリス・ケリソン                 | フェラーリ                                      | [ 12 ]     |
| 1965        | 07月26日   | 非選手権   | カスカイス   | ロドニー・バンティング           | クーパー-フォード                               | [ 13 ]     |
| 1966        | 07月24日   | 非選手権   | カスカイス   | ユルク・デューブラー             | ブラバム-フォード                               | [ 14 ]     |
| 1967 - 1983 | 開催されず | 開催されず | 開催されず   | 開催されず                       | 開催されず                                      | 開催されず |
| 1984        | 10月21日   | 16         | エストリル   | アラン・プロスト                 | マクラーレン-TAG                                | 詳細       |
| 1985        | 04月21日   | 2          | エストリル   | アイルトン・セナ                 | ロータス-ルノー                                 | 詳細       |
| 1986        | 09月21日   | 14         | エストリル   | ナイジェル・マンセル             | ウィリアムズ-ホンダ                             | 詳細       |
| 1987        | 09月20日   | 12         | エストリル   | アラン・プロスト                 | マクラーレン-TAG                                | 詳細       |
| 1988        | 09月25日   | 13         | エストリル   | アラン・プロスト                 | マクラーレン-ホンダ                             | 詳細       |
| 1989        | 09月24日   | 13         | エストリル   | ゲルハルト・ベルガー             | フェラーリ                                      | 詳細       |
| 1990        | 09月23日   | 13         | エストリル   | ナイジェル・マンセル             | フェラーリ                                      | 詳細       |
| 1991        | 09月22日   | 13         | エストリル   | リカルド・パトレーゼ             | ウィリアムズ-ルノー                             | 詳細       |
| 1992        | 09月27日   | 14         | エストリル   | ナイジェル・マンセル             | ウィリアムズ-ルノー                             | 詳細       |
| 1993        | 09月26日   | 14         | エストリル   | ミハエル・シューマッハ           | ベネトン-フォード                               | 詳細       |
| 1994        | 09月25日   | 13         | エストリル   | デイモン・ヒル                   | ウィリアムズ-ルノー                             | 詳細       |
| 1995        | 09月24日   | 13         | エストリル   | デビッド・クルサード             | ウィリアムズ-ルノー                             | 詳細       |
| 1996        | 09月22日   | 15         | エストリル   | ジャック・ヴィルヌーヴ           | ウィリアムズ-ルノー                             | 詳細       |
| 1997 - 2019 | 開催されず | 開催されず | 開催されず   | 開催されず                       | 開催されず                                      | 開催されず |
| 2020        | 10月25日   | 12         | ポルティマン | ルイス・ハミルトン               | メルセデス                                      | 詳細       |
| 2021        | 05月02日   | 3          | ポルティマン | ルイス・ハミルトン               | メルセデス                                      | 詳細       |

### 開催されたサーキット

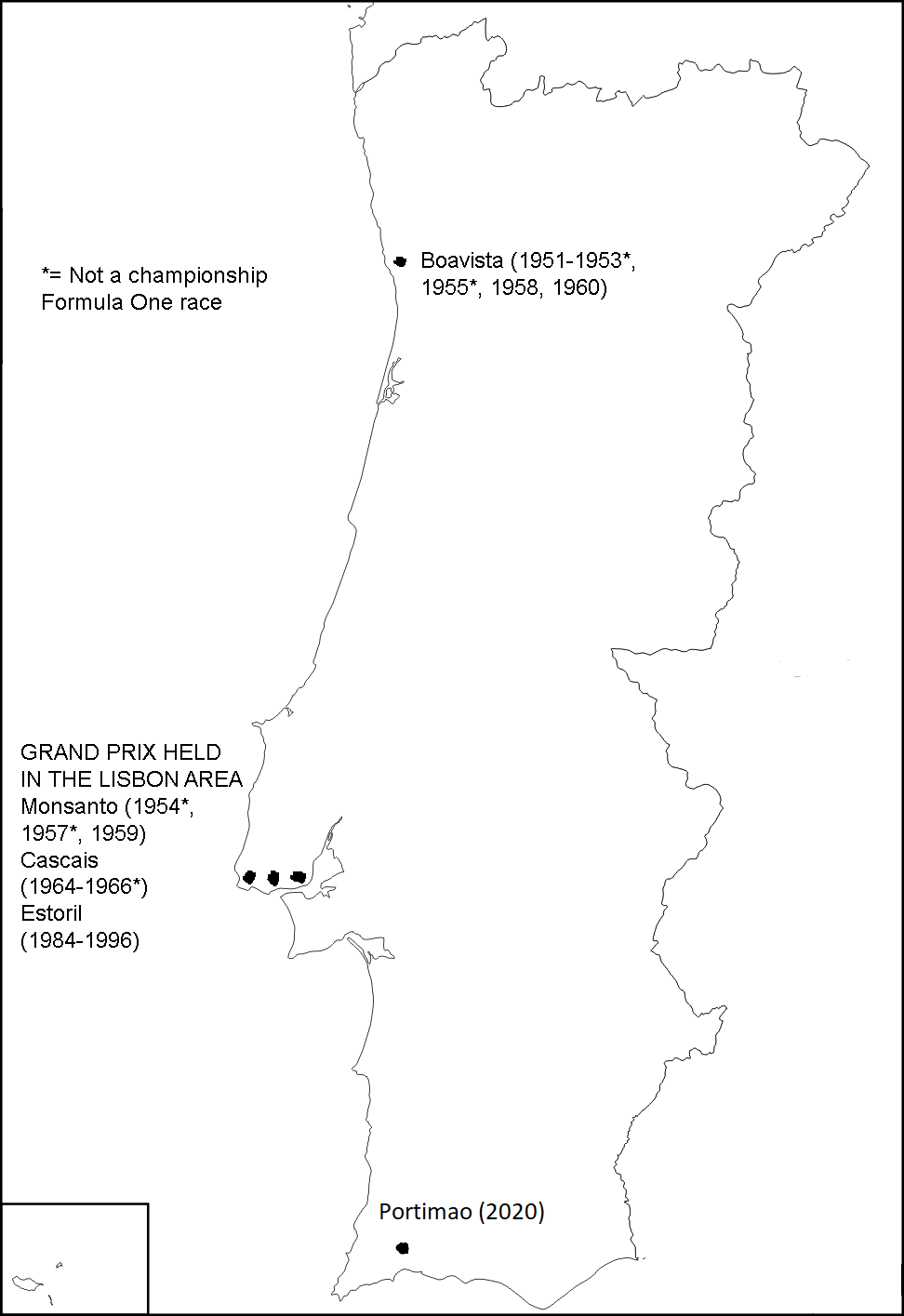
ポルトガルGPの開催地

ボアビスタ (1951-1953, 1955, 1958, 1960)
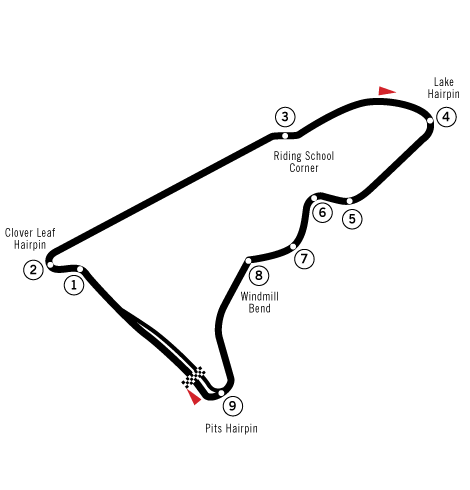
モンサント (1954, 1957, 1959)
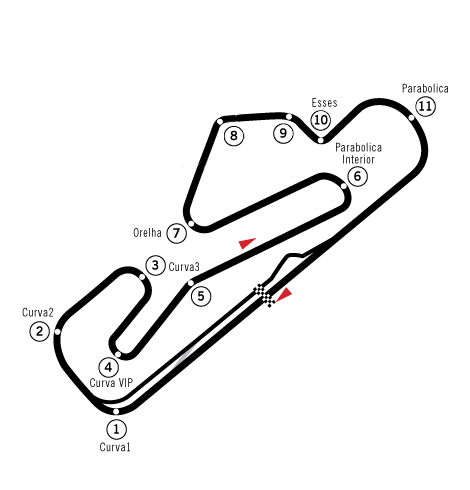
エストリル (1984-1993)
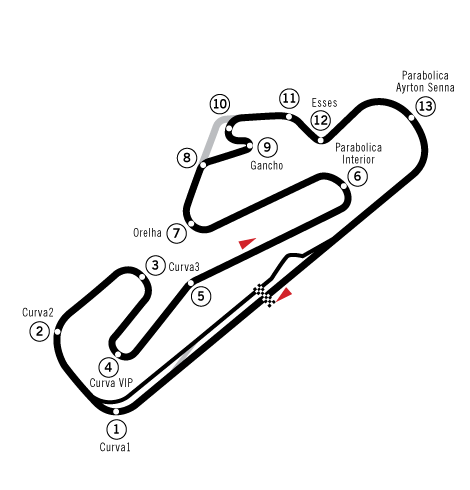
エストリル (1994-1996)
ポルティマン (2020-2021)

## 優勝回数
複数回勝利を挙げた者のみ対象とする。

### ドライバー
| 回数 | ドライバー           | 優勝年           |
| ---- | -------------------- | ---------------- |
| 3    | アラン・プロスト     | 1984, 1987, 1988 |
| 3    | ナイジェル・マンセル | 1986, 1990, 1992 |
| 2    | スターリング・モス   | 1958, 1959       |
| 2    | ルイス・ハミルトン   | 2020, 2021       |

- 太字は2025年のF1世界選手権に参戦中のドライバー。

### コンストラクター
| 回数 | コンストラクター | 優勝年                                   |
| ---- | ---------------- | ---------------------------------------- |
| 7    | フェラーリ       | 1951, 1952, 1953, 1954, 1964, 1989, 1990 |
| 6    | ウィリアムズ     | 1986, 1991, 1992, 1994, 1995, 1996       |
| 3    | クーパー         | 1959, 1960, 1965                         |
| 3    | マクラーレン     | 1984, 1987, 1988                         |
| 2    | マセラティ       | 1955, 1957                               |
| 2    | メルセデス       | 2020, 2021                               |

- 太字は2025年のF1世界選手権に参戦中のコンストラクター。
- ピンク地はF1世界選手権以外で開催された年。

### エンジン
| 回数 | メーカー       | 優勝年                                   |
| ---- | -------------- | ---------------------------------------- |
| 7    | フェラーリ     | 1951, 1952, 1953, 1954, 1964, 1989, 1990 |
| 6    | ルノー         | 1985, 1991, 1992, 1994, 1995, 1996       |
| 3    | フォード       | 1965, 1966, 1993                         |
| 2    | ホンダ         | 1986, 1988                               |
| 2    | TAG            | 1984, 1987                               |
| 2    | クライマックス | 1959, 1960                               |
| 2    | マセラティ     | 1955, 1957                               |
| 2    | メルセデス     | 2020, 2021                               |

- 太字は2025年のF1世界選手権に参戦中のメーカー。
- ピンク地はF1世界選手権以外で開催された年。

1. ↑  コスワースが製造。
2. ↑  ポルシェが製造。